# Allium stamatiadae
Allium stamatiadae — вид рослин з родини амарилісових (Amaryllidaceae); ендемік Греції.

## Опис
Повідомляється кількість хромосом A. stamatiadae, 2n = 2х = 16. Його найближчий родич — A. orestis.

## Поширення
Ендемік острова Андрос, Егейський архіпелаг (Греція). Новий вид росте в підгір'ї прибережних лісів і в даний час відомий з двох місцевостей.